# Episodi di Alvin rock 'n' roll
Questo è l'elenco degli episodi della serie animata degli anni '80 Alvin rock 'n' roll. Alcuni episodi della sesta e settima stagione del cartone animato sono disponibili in videocassetta. Le VHS sono uscite nel 1990 a cura della Lineafilm di Pesaro.

## Episodi

### Stagione 1
| Nº | Titolo | Titolo originale                                     | Prima TV originale | Prima TV Italia |
| -- | --- | ---------------------------------------------------- | ------------------ | --------------- |
| 1  | L'orologio di Dave / Le Rivali | The C-Team / The Chipettes                           | 17 settembre 1983  | 1985            |
| 1  | Alvin, Simon e Theodore usano il vecchio orologio da taschino di Dave per mostrarlo ai loro compagni di scuola, ma alcuni bulli ne approfittano e lo rubano. Quindi i Chipmunks chiedono aiuto a Mr. T e grazie a lui, si rimpossessano dell'orologio. I Chipmunks incontrano per la prima volta le loro controparti femminili Brittany, Jeanette, ed Eleanor. Ma c'è un problema: entrambi i gruppi si presentano come The Chipmunks. |                                                      |                    |                 |
| 2  | Lo Zio Harry / Il Robot | Uncle Harry / Rock 'n' Robot                         | 24 settembre 1983  | 1985            |
| 2  | Harry, un chipmunk ciarlatano, dichiara di essere un vecchio lontano zio dei Chipmunks e promette di far incontrare loro la mamma a patto che riescano a guadagnare un po' di denaro. I Chipmunks più tardi non solo scoprono che Harry non è il loro zio, ma anche che i soldi che Harry ha fatto loro guadagnare servono a un omaccione con il quale il ciarlatano era in debito da tempo. I Chipmunks creano un robot ispirandosi a un videogioco di Alvin, in modo da poter portare tutte le loro attrezzature ai loro concerti. Ma, il robot diventa pazzo quando inizia a rubare ogni cappellino che trova, proprio come nel videogioco a cui è stato ispirato. Toccherà ai Chipmunks fermare il robot.                                                               |                                                      |                    |                 |
| 3  | La star della TV / La crociera | The Television Stars / The Cruise                    | 1º ottobre 1983    | 1985            |
| 3  | Alvin racconta a una ragazzina che gli piace che presto farà un concerto rock in diretta alla TV: ma per farlo, egli deve convincere il produttore del programma. Senza saperlo, Alvin aiuta un ladro a rubare dei gioielli in una cabina di una nave in cui si trova con i fratelli. Simon e Theodore iniziano quindi a investigare sulla scena del crimine. |                                                      |                    |                 |
| 4  | La nascita dei Chipmunks | The Chipmunk Story                                   | 8 ottobre 1983     | 1985            |
| 4  | In questo episodio scopriamo come Dave ha incontrato i Chipmunks e come questi abbiano iniziato la loro carriera musicale. |                                                      |                    |                 |
| 5  | Mister Favoloso / Nonno e Nonna Seville | Mr. Fabulous / Grandma and Grandpa Seville           | 15 ottobre 1983    | 1985            |
| 5  | Alvin and Simon fanno partecipare Theodore a un incontro di wrestling, nel quale dovrà fronteggiare un gigantesco e mostruoso wrestler russo chiamato "Ivan il Terribile". I Chipmunks incontrano i loro nonni adottivi per la prima volta. In seguito Alvin e fratelli scoprono che qualcuno sta cercando di prendere possesso della fattoria dei nonni e quindi decidono di raccogliere i soldi necessari per salvarla. |                                                      |                    |                 |
| 6  | L'Alieno / La festa della Mamma | Unidentified Flying Chipmunk / Mother's Day          | 22 ottobre 1983    | 1985            |
| 6  | Alvin convince Theodore a vestirsi da alieno per attirare più fan, ma arrivano anche alcuni ricercatori governativi alla ricerca di UFO. I ricercatori decidono di rapire Theodore e fare esperimenti su di lui, quindi spetta ad Alvin e Simon salvarlo. Alvin, Simon e Theodore cercano una madre che possa partecipare al picnic che la loro scuola organizza durante la festa della mamma. Ognuno di loro sceglie la persona che pensa che piaccia di più a Dave. Ma quando le tre "mamme" arrivano a casa dei Chipmunks, i tre faranno il possibile per far vincere la loro preferita a scapito delle altre. |                                                      |                    |                 |
| 7  | I Chip Punks / Il giorno del compleanno | The Chip Punk / From Here to Fraternity              | 29 ottobre 1983    | 1985            |
| 7  | Per farsi maggior pubblicità, Alvin decide di cambiare il look "acqua e sapone" della sua band in un look più punk e ribelle. Ma i tre finiscono per essere inseguiti dalla polizia quando cercano di esibirsi in un club sotterraneo. I Chipmunks inventano un servizio telegrafico canterino per guadagnare un po' di soldi per comprare alcune mazze da golf per il compleanno di Dave. Ma quando Theodore perde l’indirizzo, il trio viene mandato in una missione di compleanno, per un premio di 100 dollari. Ma, siccome Theodore ha scritto il numero del luogo al rovescio, i Chipmunks finiscono nella casa sbagliata dove trovano alcuni studenti universitari annoiati che li esortano a fare scherzacci.                                                       |                                                      |                    |                 |
| 8  | Visita a Nashville / L'incredibile trasformazione di Dave Seville | Urban Chipmunk / The Incredible Shrinking Dave       | 5 novembre 1983    | 1985            |
| 8  | I ragazzi partecipano ad un concorso in modo da poter avere l'occasione di cantare con Dolly Parton. Ma nel bando del concorso è scritto che solo i nativi di Nashville, Tennessee possono essere idonei. I Chipmunks però partecipano lo stesso, ma quando vincono trovano un nemico. Freddie, un violinista che è arrivato secondo e tenta di dimostrare che i Chipmunks non sono di Nashville, in modo che sia lui ad avere la possibilità di cantare con Dolly Parton. Dave fa un incubo dove si rimpicciolisce sempre di più. |                                                      |                    |                 |
| 9  | Alvin L'angelo / La Babysitter | Angelic Alvin / The Trouble with Nanny               | 12 novembre 1983   | 1985            |
| 9  | Alvin è preoccupato perché deve interpretare un angelo nella recita scolastica. Ma, dopo aver preso una botta in testa, egli inizia a credere di essere DAVVERO un angelo. È compito di Simon e Theodore evitare che Alvin non combini guai con i suoi cosiddetti "buoni propositi". Dave assume una tata che possa prendersi cura dei Chipmunks quando lui è al lavoro. Il trio farà qualsiasi cosa per sbarazzarsi di lei. |                                                      |                    |                 |
| 10 | Il ballo del bullo / Alvin e i Chipmunk | Bully Ballet / Alvin and the Chipmunk                | 19 novembre 1983   | 1985            |
| 10 | I Chipmunks ospitano un ragazzo che fa il ballerino, e quando un bullo inizia a infastidire Alvin, egli mostra al bullo che il balletto è una forma d'arte che può essere praticata anche dai maschi. Alvin chiede di fare una breve gita perché vuole scappare dai suoi onnipresenti fans. Quindi i Chipmunks vanno a fare un picnic nei boschi, ma i loro fan li beccano di nuovo. Alvin quindi scappa nei boschi, e trova un chipmunk selvatico. Quindi Alvin e il chipmunk si scambiano di ruoli: Alvin va a vivere nell'albero, mentre il chipmunk selvatico lo sostituisce e va a casa sua. Tutto funziona alla perfezione, finché il vero Alvin viene fatto ostaggio da un cacciatore. Quindi tocca a Simon, Theodore e al chipmunk selvatico salvare il vero Alvin. |                                                      |                    |                 |
| 11 | La famiglia Chipmunks in Svizzera / Il falso Babbo Natale | Swiss Family Chipmunks / Santa Harry                 | 26 novembre 1983   | 1985            |
| 11 | Sperando di liberarsi di Shifty Jackson e del suo team di giornalisti, Dave trascina controvoglia i Chipmunks in un'escursione all'aria aperta. Arrivati, i Chipmunks scoprono delle grandi impronte e pensano di essere seguiti da bigfoot. Infine costruiscono una casa sull'albero per Dave, quando egli cade e si fa male, e Alvin e Simon vanno alla ricerca di Bigfoot. Harry il chipmunk ciarlatano è tornato, fingendosi Babbo Natale e imbroglia Alvin, Simon e Theodore costruendo un parco dei divertimenti a tema Natalizio chiamato "Santa's Place". |                                                      |                    |                 |
| 12 | Il migliore amico del cane / Il medaglione malefico | A Dog's Best Friend Is a Chipmunk / Curse of Lontiki | 3 dicembre 1983    | 1985            |
| 12 | Alvin dona dei soldi a un canile, e scopre di non aver più soldi. Per guadagnarne un po', decide, insieme ai suoi fratelli, di vendere i biscotti che Theodore aveva comprato con i soldi rimasti. Ma quando i Chipmunks trovano un cagnolino, faranno di tutto perché Dave non si accorga della sua presenza. Alle Hawaii, Alvin si iscrive a una gara per surfisti, e si convince di essere vittima di una maledizione dopo aver trovato su una spiaggia un medaglione che si dice porti sfortuna. |                                                      |                    |                 |
| 13 | Gli eroi del Baseball / Il Chipmunk vincitore | Baseball Heroes / May the Best Chipmunk Win          | 10 dicembre 1983   | 1985            |
| 13 | I Chipmunks ottengono un lavoro come venditori di cibo in uno stadio di baseball in modo da poter comprare nuove uniformi per la loro squadra di baseball. E nel frattempo fermano un borseggiatore che stava rubando soldi. Le Chipettes si iscrivono alla scuola di Alvin. Brittany e quest'ultimo competono per diventare presidente della scuola. I due faranno di tutto per vincere, ma quando escono gli scrutini, si scopre che Jeanette ha il voto decisivo. |                                                      |                    |                 |

### Stagione 2
| Nº | #  | Titolo                                             | Titolo originale                                      | Prima TV originale | Prima TV Italia |
| -- | -- | -------------------------------------------------- | ----------------------------------------------------- | ------------------ | --------------- |
| 1  | 14 | Il detective / Ricco e malvagio                    | The Chipmunk Who Bugged Me / Rich and Infamous        | 8 settembre 1984   | 1986            |
| 2  | 15 | La videocassetta più bella / Il cavallo da corsa   | Don't Be a Vidiot / A Horse of Course                 | 15 settembre 1984  | 1986            |
| 3  | 16 | Il campeggio / Aspirante Attore                    | The Camp Calomine Caper / Lights, Camera, Alvin       | 22 settembre 1984  | 1986            |
| 4  | 17 | Una serata affascinante / La mazza da golf         | Some Entrancing Evening / Match Play                  | 29 settembre 1984  | 1986            |
| 5  | 18 | La rèclame della salute / Il premio                | The Picture of Health / The Victrola Awards           | 6 ottobre 1984     | 1986            |
| 6  | 19 | Visita alla regina / Il pesce perduto              | Royally Received / Gone Fishin'                       | 13 ottobre 1984    | 1986            |
| 7  | 20 | La mascotte / La festa del Papà                    | Setting the Record Straight / Father's Day Muffins    | 20 ottobre 1984    | 1986            |
| 8  | 21 | La gara di fine anno / Salviamo Theodore           | Alvin on Ice / Operation Theodore                     | 27 ottobre 1984    | 1986            |
| 9  | 22 | Gara di pattinaggio / La gara di sci               | The Gang's All Here / Snow Job                        | 3 novembre 1984    | 1986            |
| 10 | 23 | Un'esperienza giapponese / Il concorso di bellezza | Maids in Japan / My Fair Chipette                     | 10 novembre 1984   | 1986            |
| 11 | 24 | Simon cambia per amore / Il circo                  | New, Improved Simon / The Greatest Show-Offs on Earth | 17 novembre 1984   | 1986            |
| 12 | 25 | La squadra dei vigilantes / Auto in pericolo       | Guardian Chipmunks / Car Sick                         | 24 novembre 1984   | 1986            |
| 13 | 26 | Il cappello perduto / Biancaneve                   | Hat Today, Gone Tomorrow / Snow Wrong                 | 1º dicembre 1984   | 1986            |

### Stagione 3
| Nº | #  | Titolo                                           | Titolo originale                                | Prima TV originale | Prima TV Italia |
| -- | -- | ------------------------------------------------ | ----------------------------------------------- | ------------------ | --------------- |
| 1  | 27 | Il video / La vita segreta di Dave Seville       | Flim Flam / The Secret Life of David Seville    | 14 settembre 1985  | 1987            |
| 2  | 28 | Notte da paura / Alvin s'innamora                | Who Ghost There? / Romancing Miss Stone         | 21 settembre 1985  | 1987            |
| 3  | 29 | Il vecchio dente / L'allarme                     | A Chip Off the Old Tooth / Three Alarm Alvin    | 28 settembre 1985  | 1987            |
| 4  | 30 | Sorelle / Chiedilo al giudice                    | Sisters / Tell It to the Judge                  | 5 ottobre 1985     | 1987            |
| 5  | 31 | Il buon vecchio Simon / I Chipmunks a Washington | Good Old Simon / The Chipmunks Go to Washington | 12 ottobre 1985    | 1987            |
| 6  | 32 | La partita di calcio / Ognuno dice la sua        | Soccer to Me / Every Chipmunk Tells a Story     | 19 ottobre 1985    | 1987            |
| 7  | 33 | Sognando Brodaway / Il terrore di Tahoe          | A Little Worm in the Big Apple / Staying Afloat | 26 ottobre 1985    | 1987            |
| 8  | 34 | Un gruppo molto esclusivo                        | The Chipette Story                              | 2 novembre 1985    | 1987            |
| 9  | 35 | Il pullman dei miei sogni / I cercatori d'oro    | The Prize Isn't Right / The Gold of My Dreams   | 9 novembre 1985    | 1987            |
| 10 | 36 | Viva la montagna / Una vecchia ammiratrice       | Mind Over Matterhorn / Alvin's Oldest Fan       | 16 novembre 1985   | 1987            |

### Stagione 4
| Nº | #  | Titolo                                                                   | Titolo originale                                               | Prima TV originale | Prima TV Italia |
| -- | -- | ------------------------------------------------------------------------ | -------------------------------------------------------------- | ------------------ | --------------- |
| 1  | 37 | Aiuto Mamma Cercasi                                                      | Help Wanted: Mommy                                             | 13 settembre 1986  | 1988            |
| 2  | 38 | Una proliferazione di bambini / La Signorina Miller e il gioco d'azzardo | A Rash of Babies / Miss Miller's Big Gamble                    | 20 settembre 1986  | 1988            |
| 3  | 39 | ? / La grande stella Simon Seville                                       | Teevee or Not Teevee / Simon Seville Superstar                 | 27 settembre 1986  | 1988            |
| 4  | 40 | Che cosa è successo a Dave Seville / Il dolce profumo del successo       | Whatever Happened to Dave Seville? / Sweet Smell of Success    | 4 ottobre 1986     | 1988            |
| 5  | 41 | Cenerentola, Cenerentola                                                 | Cinderella? Cinderella!                                        | 11 ottobre 1986    | 1988            |
| 6  | 42 | Un esperimento non riuscito / Resteranno nella Fattoria?                 | Experiment in Error / How You Gonna Keep 'Em Down on the Farm? | 18 ottobre 1986    | 1988            |
| 7  | 43 | ? / Io adoro Los Angeles                                                 | Middle-Aged Davey / I Love L.A.                                | 25 ottobre 1986    | 1988            |
| 8  | 44 | ?                                                                        | Chipmunk Vice / Hooping It Up                                  | 1º novembre 1986   | 1988            |

### Stagione 5
| Nº | #  | Titolo | Titolo originale                            | Prima TV originale | Prima TV Italia |
| -- | -- | ------ | ------------------------------------------- | ------------------ | --------------- |
| 1  | 45 | ?      | Back to Dave's Future / Court Action        | 15 settembre 1987  | ?               |
| 2  | 46 | ?      | Sincerely Theodore / My Pharaoh Lady        | 22 settembre 1987  | ?               |
| 3  | 47 | ?      | Simon Says / When the Chips Are Down        | 29 settembre 1987  | ?               |
| 4  | 48 | ?      | Alvin, Alvin, Alvin! / Dave's Dream Cabin   | 6 ottobre 1987     | ?               |
| 5  | 49 | ?      | Old Friends / The Secret of Seville Manor   | 13 ottobre 1987    | ?               |
| 6  | 50 | ?      | Ask Alvin / Theodore Lucks Out              | 20 ottobre 1987    | ?               |
| 7  | 51 | ?      | Big Dreams / Island Fever                   | 27 ottobre 1987    | ?               |
| 8  | 52 | ?      | Just One of the Girls / Goin' Down to Dixie | 3 novembre 1987    | ?               |

### Stagione 6
| Nº | #  | Titolo                                         | Titolo originale                                             | Prima TV originale | Prima TV Italia |
| -- | -- | ---------------------------------------------- | ------------------------------------------------------------ | ------------------ | --------------- |
| 1  | 53 | Sogni ad occhi aperti                          | Dreamlighting                                                | 1988               | ?               |
| 2  | 54 | Elementare Simon, Elementare                   | Elementary, My Dear Simon                                    | 1988               | ?               |
| 3  | 55 | Terrorismo contro le istituzioni               | The Brunch Club                                              | 1988               | ?               |
| 4  | 56 | ?                                              | Food for Thought                                             | 1988               | ?               |
| 5  | 57 | Rotta su Siesta Grande                         | Wings Over Siesta Grande                                     | 1988               | ?               |
| 6  | 58 | L'isola del tesoro                             | Treasure Island                                              | 1988               | ?               |
| 7  | 59 | ?                                              | Chipmunkmania                                                | 1988               | ?               |
| 8  | 60 | La punizione di Alvin                          | Grounded Chipmunk                                            | 1988               | ?               |
| 9  | 61 | Gli angeli di Alvin                            | Alvey's Angels                                               | 1988               | ?               |
| 10 | 62 | Ricordi di cadetti                             | Cadet's Regets                                               | 1988               | ?               |
| 11 | 63 | ?                                              | Alvin and the Analyst                                        | 1988               | ?               |
| 12 | 64 | ?                                              | Dave's Getting Married                                       | 1988               | ?               |
| 13 | 65 | ?                                              | No Chipmunk is an Island / Babysitter Fright Night           | 1988               | ?               |
| 14 | 66 | ?                                              | Going For Broke                                              | 1988               | ?               |
| 15 | 67 | C'era una volta il crimine                     | Once Upon a Crime                                            | 1988               | ?               |
| 16 | 68 | Il Fantasma / La sfida di Alvin                | The Phantom / Mad About Alvin                                | 1988               | ?               |
| 17 | 69 | La visita di Vinny                             | Vinny's Visit                                                | 1988               | ?               |
| 18 | 70 | Lo zio Avventura / La fortuna dei Chipmunks    | Uncle Adventure / Luck O' The Chipmunks                      | 1988               | ?               |
| 19 | 71 | Giulietta e Theodore / Quarterback in gonnella | Theodore and Juliet / Quarterback In Curlers                 | 1988               | ?               |
| 20 | 72 | Il muro / Gli incredibili Chipmunks            | The Wall / The Amazing Chipmunks                             | 1988               | ?               |
| 21 | 73 | Theodore diventa un cane / La regina del ballo | Theodore's Life as a Dog / Queen of the High School Ballroom | 1989               | ?               |
| 22 | 74 | Il sensitivo / Un campione particolare         | Psychic Alvin / Special Kind of Champ                        | 1989               | ?               |
| 23 | 75 | L'ossessione di Alvin / Alvin il supereroe     | Alvin's Obsession / Alvin's Not So Super Hero                | 1989               | ?               |
| 24 | 76 | La meravigliosa vita di Dave                   | Dave's Wonderful Life                                        | 1989               | ?               |

### Stagione 7
| Nº | #  | Titolo                                                   | Titolo originale                                         | Prima TV originale | Prima TV Italia |
| -- | -- | -------------------------------------------------------- | -------------------------------------------------------- | ------------------ | --------------- |
| 1  | 77 | Cookie Chomper III il nostro gatto                       | Cookie Chomper III                                       | 1989               | ?               |
| 2  | 78 | Casa, dolce casa / Il desiderio di Dave                  | Home, Sweet Home / All Worked Up                         | 1989               | ?               |
| 3  | 79 | Una notte di paura / Il cappello pensatore               | Nightmare on Seville Street / Thinking Cap Trap          | 1989               | ?               |
| 4  | 80 | George addio / Un giorno di vita                         | Bye George / A Day in the Life                           | 1989               | ?               |
| 5  | 81 | Scambio di ruoli / Dottor Simon e Mr. Rubacuori          | Life Father, Like Son / Dr. Simon and Mr. Heartthrob     | 1989               | ?               |
| 6  | 82 | Dave, troppo moderno / Cuori e fiori                     | Too Hip to be Dave / Hearts and Flowers                  | 1989               | ?               |
| 7  | 83 | Alvin in maltese / Caro diario                           | Maltese Chipmunk / Dear Diary                            | 1989               | ?               |
| 8  | 84 | Scienza ingiusta / Riunione in famiglia                  | Unfair Science / Shaking the Family Tree                 | 1989               | ?               |
| 9  | 85 | L'interno di Dave / La bella addormentata                | Inner Dave / The Legend of Sleeping Brittany             | 1989               | ?               |
| 10 | 86 | Tre Chipmunk e un cucciolo / Il fantasma dell'opera rock | Three Chipmunks and a Puppy / Phantom Of The Rock Opera  | 1989               | ?               |
| 11 | 87 | Il ritorno di zio Avventura / Il maiale e la principessa | The Return Of Uncle Adventure / The Princess and the Pig | 1989               | ?               |
| 12 | 88 | Alvin e l'isola che non c'è                              | Alvin In Neverland                                       | 1989               | ?               |
| 13 | 89 | Natale è volersi bene                                    | Merry Christmas, Mr. Carroll                             | 1989               | ?               |

### Stagione 8
| Nº | #   | Titolo                   | Titolo originale                          | Prima TV originale | Prima TV Italia |
| -- | --- | ------------------------ | ----------------------------------------- | ------------------ | --------------- |
| 1  | 90  | Ritorno al nostro futuro | Back to Our Future                        | 8 settembre 1990   | ?               |
| 2  | 91  | ?                        | Bigger!                                   | 15 settembre 1990  | ?               |
| 3  | 92  | Kong!                    | Kong!                                     | 22 settembre 1990  | ?               |
| 4  | 93  | ?                        | Batmunk                                   | 29 settembre 1990  | ?               |
| 5  | 94  | ?                        | Daytona Jones and the Pearl of Wisdom     | 6 ottobre 1990     | ?               |
| 6  | 95  | ?                        | Star Wreck: The Absolutely Final Frontier | 13 ottobre 1990    | ?               |
| 7  | 96  | ?                        | Robomunk                                  | 20 ottobre 1990    | ?               |
| 8  | 97  | ?                        | S.T. The Space Traveler                   | 27 ottobre 1990    | ?               |
| 9  | 98  | ?                        | Irrational Buffoon's European Vacation    | 3 novembre 1990    | ?               |
| 10 | 99  | ?                        | Chip Tracy                                | 10 novembre 1990   | ?               |
| 11 | 100 | Acchiappa Gramliani      | Gremlionis                                | 17 novembre 1990   | ?               |
| 12 | 101 | ?                        | Sploosh                                   | 24 novembre 1990   | ?               |
| 13 | 102 | ?                        | Funny, We Shrunk the Adults               | 1º dicembre 1990   | ?               |

### Episodi speciali
| Nº | Titolo                      | Titolo originale                       | Prima TV originale | Prima TV Italia  |
| -- | --------------------------- | -------------------------------------- | ------------------ | ---------------- |
| 1  | Il Natale dei Chipmunk      | A Chipmunk Christmas                   | 25 dicembre 1981   | ?                |
| 2  | La festa di San Valentino   | I Love the Chipmunks Valentine         | 12 febbraio 1984   | 15 febbraio 1987 |
| 3  | Il giorno di compleanno     | A Chipmunk Reunion                     | 13 aprile 1985     | 5 ottobre 1986   |
| 4  | ?                           | I Love the Chipmunks Valentine Special | 15 settembre 1987  | ?                |
| 5  | I nostri eroi alla riscossa | Cartoon All-Stars to the Rescue        | 21 aprile 1990     | 29 dicembre 1990 |
| 6  | ?                           | Rockin' Through the Decades            | 9 dicembre 1990    | ?                |
| 7  | ?                           | Trick or Treason                       | 28 ottobre 1994    | ?                |
| 8  | ?                           | A Chipmunk Celebration                 | 20 novembre 1994   | ?                |
| 9  | ?                           | The Easter Chipmunk                    | 14 aprile 1995     | ?                |

## Film

### Film animati
1. Le avventure dei Chipmunk (The Chipmunk Adventure, 1987)
2. Alvin Superstar incontra Frankenstein (Alvin and the Chipmunks Meet Frankenstein, 1999)
3. Alvin Superstar incontra l'Uomo Lupo (Alvin and the Chipmunks Meet the Wolfman, 2000)

### Mediometraggi
1. I nostri eroi alla riscossa (Cartoon All-Stars to the Rescue, 1990)
2. Little Alvin and the Mini-Munks (2003)

### Filmlive-action
1. Alvin Superstar (Alvin and the Chipmunks, 2007)
2. Alvin Superstar 2 (Alvin and the Chipmunks - The Squeakquel, 2009)
3. Alvin Superstar 3 - Si salvi chi può! (Alvin and the Chipmunks - Chipwrecked, 2011)
4. Alvin Superstar - Nessuno ci può fermare (Alvin and the Chipmunks - The Road Chip, 2015)